# 幌糠車站
幌糠站（日语：／ Horonuka eki */?）是位於北海道留萌市幌糠町，是北海道旅客鐵道（JR北海道）留萌本線的鐵路車站。電報略號為ホヌ。
車站名稱源自阿伊努語「poro-nup-ka-pet」，代表野外的大河。

## 歷史
戰前主要作為運輸從附近御料林砍伐木材的車站，冬季會將砍伐的木材存放在倉庫，於夏季時利用本鐵道進行運輸。
- 1910年（明治43年）11月23日 - 鐵道省留萌線深川車站至留萌車站之間設置本車站。
- 1931年（昭和6年）10月10日 - 留萌線改稱為留萌本線。
- 1949年（昭和24年）6月1日 - 由日本國有鐵道接管。
- 1977年（昭和52年）5月25日 - 取消貨物裝卸業務。
- 1984年（昭和59年）2月1日 - 取消行李裝卸業務。同時因為停止賣票及改票而不再派駐職員，只保留負責閉塞系統的人員。
- 1986年（昭和61年）11月1日 - 因為閉塞系統改進而移走交會設備。車站完全無人化。
- 1980年代後半 - 車站改為使用由列車改建而成的車站建築。
- 1987年（昭和62年）4月1日 - 由於國鐵分割民營化，車站由JR北海道管理。
- 2023年（令和5年）4月1日 - 留萌本線石狩沼田至留萌廢線，本站廢站。

## 車站構造
廢站前為1面1線的地面車站，側式月台位於路軌的東方（留萌方向的右方，舊1號線）。沒有轉轍器的單線鐵路車站。以前曾是設有2面2線，能夠進行列車交會的車站。當時位於車站旁的月台能夠使用平交道前往對面月台的北方，而車站旁的路軌為上行1號線，對面月台為下行2號線。此外，1號線往深川方向設有分岔路軌，前往位於車站建築南方的缺角式貨物月台。但這些設置都在1993年3月廢除列車交會功能後移走。
為無人車站。車站建築位於車站的東方並與現時月台中央部份連接。過去車站建築為木板建築，但車站無人化後已改為使用由列車改建而成的車站建築，與宗谷本線使用的為同一款式。沒有設置廁所。

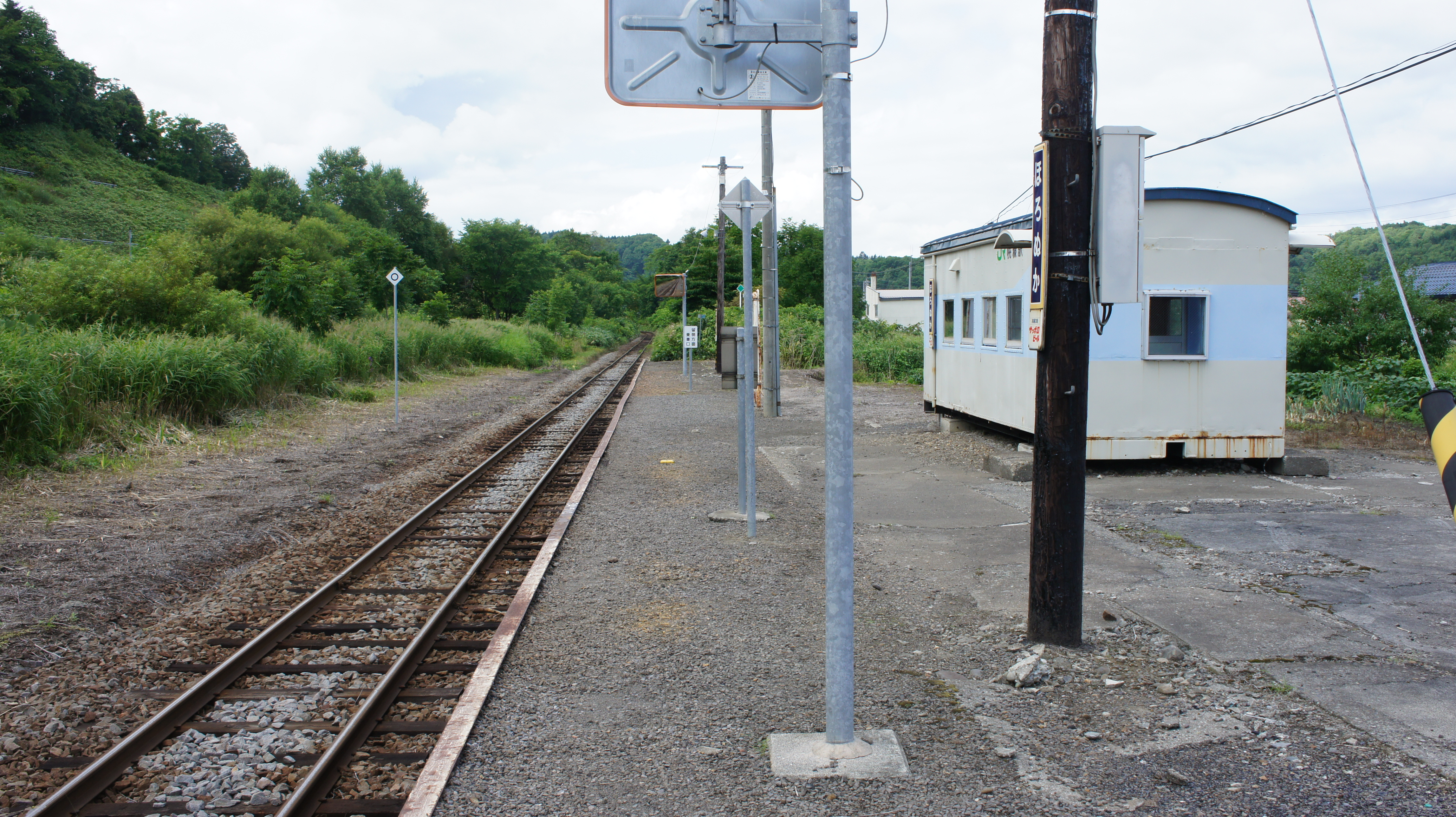
月臺（2017年8月）
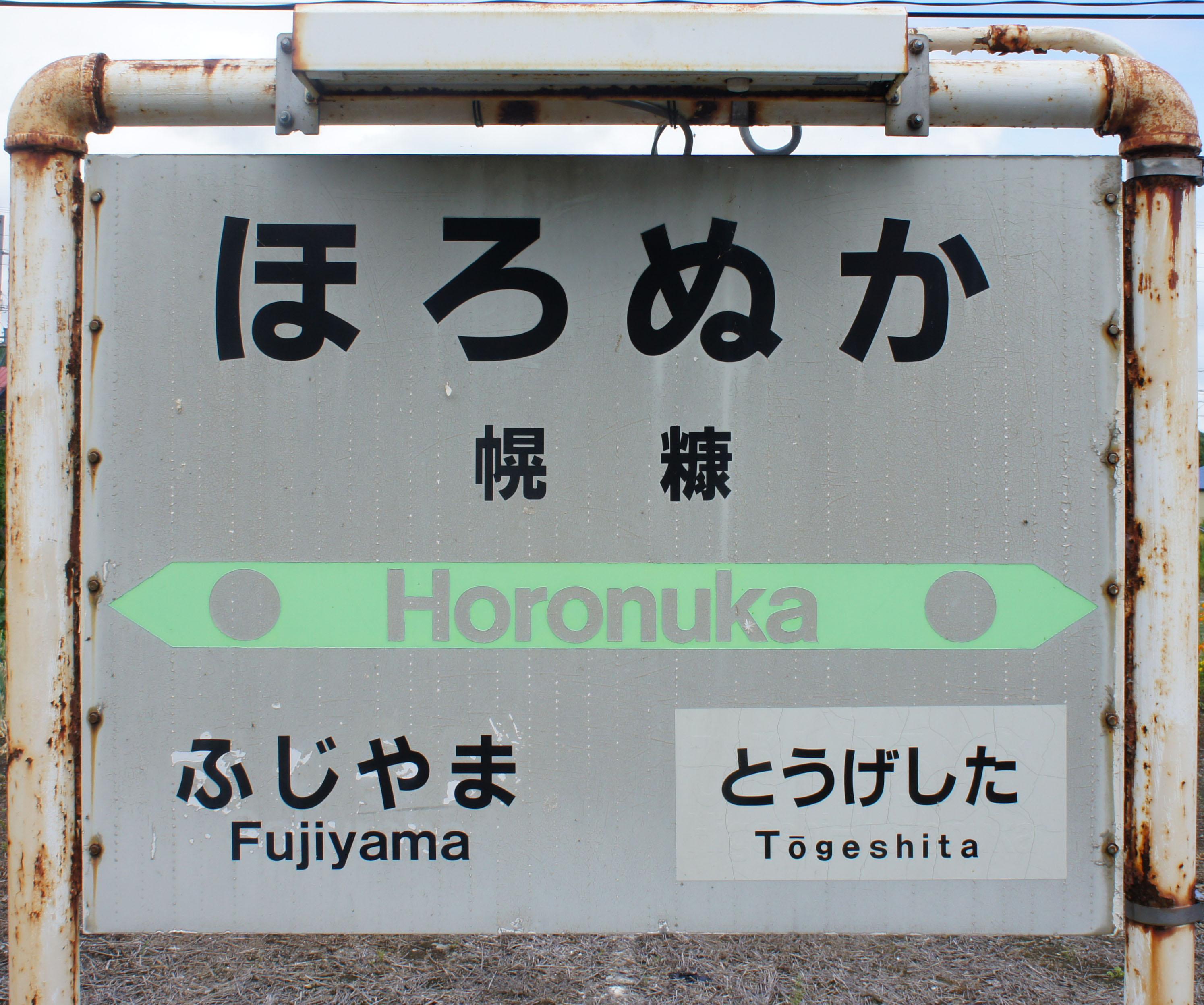
站名標（2017年8月）

## 載客量
- 1981年度的每天載客量為84人。
- 1992年度的每天載客量為24人。
- 2011年至2015年度平均每天載客量少於1人[1]。

## 車站周邊
位於留萌市內陸地區的中心地帶，亦是該市的農業中心。車站前方的道路為舊國道。
- 國道233號（日语：国道233号）（留萌國道） - 車站後方設有停車場（Parking Area）
- 北海道道550號幌糠小平停車場線
- 深川留萌自動車道留萌幌糠交流道
- 留萌市役所幌糠市民中心
- 留萌警察署幌糠駐在所
- 幌糠郵局
- 南留萌農業協同組合幌糠分所
- 舊幌糠中學 - 滑雪部曾為全日本冠軍
- 幌糠小學
- 留萌川
- 沿岸巴士、道北巴士、北海道中央巴士（高速留萌號）「幌糠」車站

## 相鄰車站
北海道旅客鐵道
留萌本線
峠下－（東幌糠）－幌糠－（櫻庭）－藤山
位於峠下站至本車站之間的東幌糠站，及本車站至藤山站至之間的櫻庭站，己分別於2006年3月18日及1990年10月1日被廢站。
往深川（上行列車）方向的列車，4920D不會停靠本車站。
往留萌（下行列車）方向的列車，4921D不會停靠本車站。

## 外部連結
- 幌糠站（JR北海道旭川分社）